# فارافي
فارافي (بالإنجليزية: Faravai)‏ ابن رب البحر في الميثولوجيا الميكرونيزية.